# 深江本町
深江本町（ふかえほんまち）は、神戸市東灘区の町名。旧・本庄村域（本庄地区）のうち旧・深江村域のは阪神電気鉄道阪神本線以南・国道43号以北に相当する範囲。平成17年国勢調査（2005年10月1日現在）における世帯数は2,206、人口4,608で内男性2,293人・女性2,315人。

## 地理
南から南西は国道43号を挟んで深江南町、同じく南東の一点で芦屋市平田町と、西は青木と、北から北西は阪神本線を挟んで深江北町と、同じく北東の一点で芦屋市川西町と、東は芦屋市平田北町と、それぞれ隣接する。
昭和47年（1972年）6月1日に（本庄町深江字）永江町が一丁目、（同字）長栄町が二丁目、（同字）大日町が三丁目、（同字）踊松町が四丁目として新住居表示を実施して成立した。

### 地価
住宅地の地価は、2014年（平成26年）1月1日の公示地価によれば、深江本町4-3-2の地点で22万5000円/m2となっている。

## 歴史
俗謡に「深江越えたら大日如来、高い高橋踊り松」と歌われた。大日如来は3丁目にある大日霊女神社に祀られているものである。これは文明13年（1481年）に薬王寺（深江北町4丁目付近にあった元々真言宗であった寺）が蓮如の布教により浄土真宗へ帰依し名前も正寿寺と変えて阿弥陀如来を本尊とした際に、追い出された大日如来を村人が祀ったものである。高橋は高橋川の事。踊り松は現・神戸大学海事科学部（旧・神戸商船大学）敷地内にあったもので、『新 神戸の地名』では松の枝ぶりから付けられたのだろうと推測されるが、森稲荷神社の神がこの松の根元に流れ着き村人が喜んで松の周りを踊ったことから付けられたと言い伝えが残る。踊り松は明治28年までは森稲荷神社のお旅所とされてきた。

## 町名の変遷
| 昭和25年6月30日以前                                                      | 昭和25年7月1日               | 昭和25年10月10日   | 昭和47年6月1日 |
| ------------------------------------------------------------------------ | ---------------------------- | ------------------ | -------------- |
| （武庫郡本庄村）深江字下永井（北半、東町になった以外）                   | （武庫郡本庄村）深江字永江町 | 本庄町深江字永江町 | 深江本町一丁目 |
| （武庫郡本庄村）深江字西永井（北東部、神楽町・東町になった以外）         | （武庫郡本庄村）深江字永江町 | 本庄町深江字永江町 | 深江本町一丁目 |
| （武庫郡本庄村）深江字永井町5丁目                                        | （武庫郡本庄村）深江字永江町 | 本庄町深江字永江町 | 深江本町一丁目 |
| （武庫郡本庄村）深江字永井町6丁目                                        | （武庫郡本庄村）深江字永江町 | 本庄町深江字永江町 | 深江本町一丁目 |
| （武庫郡本庄村）深江字繁昌通5丁目                                        | （武庫郡本庄村）深江字永江町 | 本庄町深江字永江町 | 深江本町一丁目 |
| （武庫郡本庄村）深江字繁昌通6丁目                                        | （武庫郡本庄村）深江字永江町 | 本庄町深江字永江町 | 深江本町一丁目 |
| （武庫郡本庄村）深江字松ノ内                                             | （武庫郡本庄村）深江字長栄町 | 本庄町深江字長栄町 | 深江本町二丁目 |
| （武庫郡本庄村）深江字鈴松                                               | （武庫郡本庄村）深江字長栄町 | 本庄町深江字長栄町 | 深江本町二丁目 |
| （武庫郡本庄村）深江字前田（北半、見附町になった以外）                   | （武庫郡本庄村）深江字長栄町 | 本庄町深江字長栄町 | 深江本町二丁目 |
| （武庫郡本庄村）深江字西永井（北西部、神楽町・東町になった以外）         | （武庫郡本庄村）深江字長栄町 | 本庄町深江字長栄町 | 深江本町二丁目 |
| （武庫郡本庄村）深江字営畑                                               | （武庫郡本庄村）深江字長栄町 | 本庄町深江字長栄町 | 深江本町二丁目 |
| （武庫郡本庄村）深江字札場通5丁目                                        | （武庫郡本庄村）深江字長栄町 | 本庄町深江字長栄町 | 深江本町二丁目 |
| （武庫郡本庄村）深江字栄通5丁目                                          | （武庫郡本庄村）深江字長栄町 | 本庄町深江字長栄町 | 深江本町二丁目 |
| （武庫郡本庄村）深江字栄通6丁目                                          | （武庫郡本庄村）深江字長栄町 | 本庄町深江字長栄町 | 深江本町二丁目 |
| （武庫郡本庄村深江字）鈴松                                               | （武庫郡本庄村）深江字長栄町 | 本庄町深江字長栄町 | 深江本町二丁目 |
| （武庫郡本庄村）深江字島畑                                               | （武庫郡本庄村深江字）大日町 | 本庄町深江字大日町 | 深江本町三丁目 |
| （武庫郡本庄村）深江字松苗                                               | （武庫郡本庄村深江字）大日町 | 本庄町深江字大日町 | 深江本町三丁目 |
| （武庫郡本庄村）深江字宮ノ後                                             | （武庫郡本庄村深江字）大日町 | 本庄町深江字大日町 | 深江本町三丁目 |
| （武庫郡本庄村）深江字垣ノ内                                             | （武庫郡本庄村深江字）大日町 | 本庄町深江字大日町 | 深江本町三丁目 |
| （武庫郡本庄村）深江字垣添                                               | （武庫郡本庄村深江字）大日町 | 本庄町深江字大日町 | 深江本町三丁目 |
| （武庫郡本庄村）深江字島ノ内（北半、磯島町になった以外）                 | （武庫郡本庄村深江字）大日町 | 本庄町深江字大日町 | 深江本町三丁目 |
| （武庫郡本庄村）深江字大日前（北半、磯島町になった以外）                 | （武庫郡本庄村深江字）大日町 | 本庄町深江字大日町 | 深江本町三丁目 |
| （武庫郡本庄村）青木字北七郎右衛門新田（東半、青木字文教町になった以外） | （武庫郡本庄村深江字）踊松町 | 本庄町深江字踊松町 | 深江本町四丁目 |
| （武庫郡本庄村）青木字南七郎右衛門新田（東半、青木字文教町になった以外） | （武庫郡本庄村深江字）踊松町 | 本庄町深江字踊松町 | 深江本町四丁目 |
| （武庫郡本庄村）深江字踊松                                               | （武庫郡本庄村深江字）踊松町 | 本庄町深江字踊松町 | 深江本町四丁目 |
| （武庫郡本庄村）深江字踊松町5丁目                                        | （武庫郡本庄村深江字）踊松町 | 本庄町深江字踊松町 | 深江本町四丁目 |
| （武庫郡本庄村）深江字東畑                                               | （武庫郡本庄村深江字）踊松町 | 本庄町深江字踊松町 | 深江本町四丁目 |
| （武庫郡本庄村）深江字西濱                                               | （武庫郡本庄村深江字）踊松町 | 本庄町深江字踊松町 | 深江本町四丁目 |